# 空知信用金庫
空知信用金庫（そらちしんようきんこ、英語：Sorachi Shinkin Bank）は、北海道岩見沢市に本店を置く信用金庫である。愛称は「そらちしんきん」。

## 概要
岩見沢市に本店を置き、南空知の市部（岩見沢市・美唄市・三笠市）を中心に営業活動が行われている。支店を置かない夕張市・月形町を含め、南空知は9市町全てが営業区域となっている。奈井江町以北の中空知・北空知は営業区域に含まれていない。そのほか、石狩地方の大部分と胆振地方の苫小牧市・安平町、後志地方の小樽市も営業区域に含まれており、このうち札幌市・江別市には支店も置かれている。
自己資本比率は19.16%（2014年3月末現在、国内基準）。一時期は不良債権処理の影響があり自己資本比率は低下する傾向にあったが、近年は持ち直してきている。
1976年に制定されたシンボルマークは栗谷川健一のデザインで、本店所在地である岩見沢市の鳥・鳩をモチーフに創業50周年のテーマ「感謝と躍進」の願いを込めるとともに、地域社会・会員・信用金庫の三者による協調・協栄の姿を大空に羽ばたく鳩になぞらえたものとした。

## 沿革[5]
- 1904年（明治37年）9月20日 - 岩見沢村信用組合を結成、創立準備事務所を設立[4]。
- 1908年（明治41年）4月27日 - 産業組合法に基づく無限責任組合として岩見沢信用組合を設立[4]。
- 1924年（大正13年）市街地信用組合制度導入に向けて岩見沢信用組合を解散、有限責任組合としての岩見沢信用組合の設立を北海道庁長官に申請[4]。
- 1925年（大正14年）1月6日 - 有限責任岩見沢信用組合として設立[1]。
- 1943年（昭和18年）7月 - 市街地信用組合に転換、岩見沢信用組合に改組。
- 1947年（昭和22年）8月14日 - 三笠町（現・三笠市）、北村（現・岩見沢市）、栗沢町（現・岩見沢市）、美唄町（現・美唄市）、角田村（現・栗山町）に営業地区を拡大[4]。
- 1949年（昭和24年）
  - 8月16日 - 長沼村（現・長沼町）、由仁村（現・由仁町）、幌向村（現・南幌町）に営業地区を拡大[4]。
  - 8月26日 - 空知信用組合に名称変更[4]。
- 1950年（昭和25年）4月1日 - 信用協同組合に転換・改組[4]。
- 1951年（昭和26年）10月20日 - 信用金庫に転換、空知信用金庫に改組[4]。
- 1964年（昭和39年）3月30日 - 江別市に営業地区を拡大[4]。
- 1966年（昭和41年）
  - 1月31日 - 札幌地区に営業地区を拡大[4]。
  - 10月1日 - 道内の信用金庫では初の電子計算機として富士通FACOM230-10を導入[6]。
- 1969年（昭和44年）7月14日 - 千歳市東丘・新川・幌加・協和地区、夕張市に営業地区を拡大[4]。
- 1971年（昭和46年）12月24日 - 千歳市全域、恵庭市、広島町（現・北広島市）に営業地区を拡大[4]。
- 1973年（昭和48年）6月23日 - 石狩町（現・石狩市）に営業地区を拡大[4]。
- 1976年（昭和51年） - 設立50周年を期に現行のシンボルマークを制定[4]。
- 1976年（昭和51年） 6月 - 追分町、早来町、苫小牧市に営業地区を拡大。
- 1979年（昭和54年）10月12日 - 本店に現金自動支払機（CD）1号機を導入[6]。
- 1981年（昭和56年）10月12日 - UNIVAC1100-60Bを用いた自営オンラインシステムを導入[6]。
- 1984年（昭和59年）9月 - 全支店へのCD導入を完了[6]。
- 1991年（平成3年）6月 - 月形町に営業地区を拡大。
- 1995年（平成7年）2月6日 - 初の懸賞付き定期預金「OH!幸運」を発売[6]。
- 1996年（平成8年）7月31日 - 現本店ビル竣工。鉄筋コンクリート造地下一階地上8階建て、延床面積5994.34平米[6]。
- 1999年（平成11年）10月12日 - 北海信用金庫（現・北海道信用金庫）とオンラインシステムを統合[6]。
- 2000年（平成12年）8月 - 当別町、新篠津村に営業地区を拡大。
- 2001年（平成13年）11月22日 - 投資信託窓口販売を開始[6]。
- 2002年（平成14年）10月21日 - 生命保険窓口販売を開始[6]。
- 2003年（平成15年）1月6日 - 道内5信金協同の勘定系システム「SBI21」を導入[6][7]。
- 2012年（平成24年）12月3日 - ICキャッシュカードの取り扱いを開始。
- 2016年（平成28年）1月4日 - オンラインシステムを（一社）しんきん共同センターが運営するシステムに移行。
- 2020年（令和2年）3月23日 - 北洋銀行とのATM相互無料提携を開始[8][9]。
- 2023年（令和5年）4月3日 - 札幌地区に「エリア制(エリア基幹店とエリア店による体制)」を導入し、エリア店は月・水・金の週3日の営業となった[10]。

## 指定金融機関の指定状況
次の市町村において、指定金融機関の指定を受けている。
- 岩見沢市
- 三笠市

## totoの払い戻し店
スポーツ振興くじ（toto）当選券の払い戻し店は以下の店舗でのみ取り扱う。
- 本店
- 美唄支店